# Parc des Impressionnistes
Le parc des Impressionnistes est un jardin public situé sur le territoire de la commune de Rueil-Malmaison (département des Hauts-de-Seine, France).

## Histoire
Situé sur les berges de Seine, face à l’Ile des Impressionnistes, ce parc concrétise la fin de l’aménagement du nouveau quartier de Rueil-sur-Seine en 1996
.

## Description
Tout au long de ses 1,1 hectare, 250 variétés de vivaces et d’arbustes rares sont présentées. Les jardiniers se sont inspirés des couleurs de la palette des peintres impressionnistes pour offrir aux promeneurs des compositions florales qui se lisent comme des tableaux. Une pièce d’eau, agrémentée d’un petit kiosque et d’une grenouillère en bois naturel, s’inscrit dans la continuité de l’évocation du jardin de Claude Monet à Giverny. Une roseraie, un jardin blanc et un jardin de collections renforcent l’éclat et l’originalité de ce lieu.
Accès par l'allée Jacques Prévert.

## Galerie

Printemps
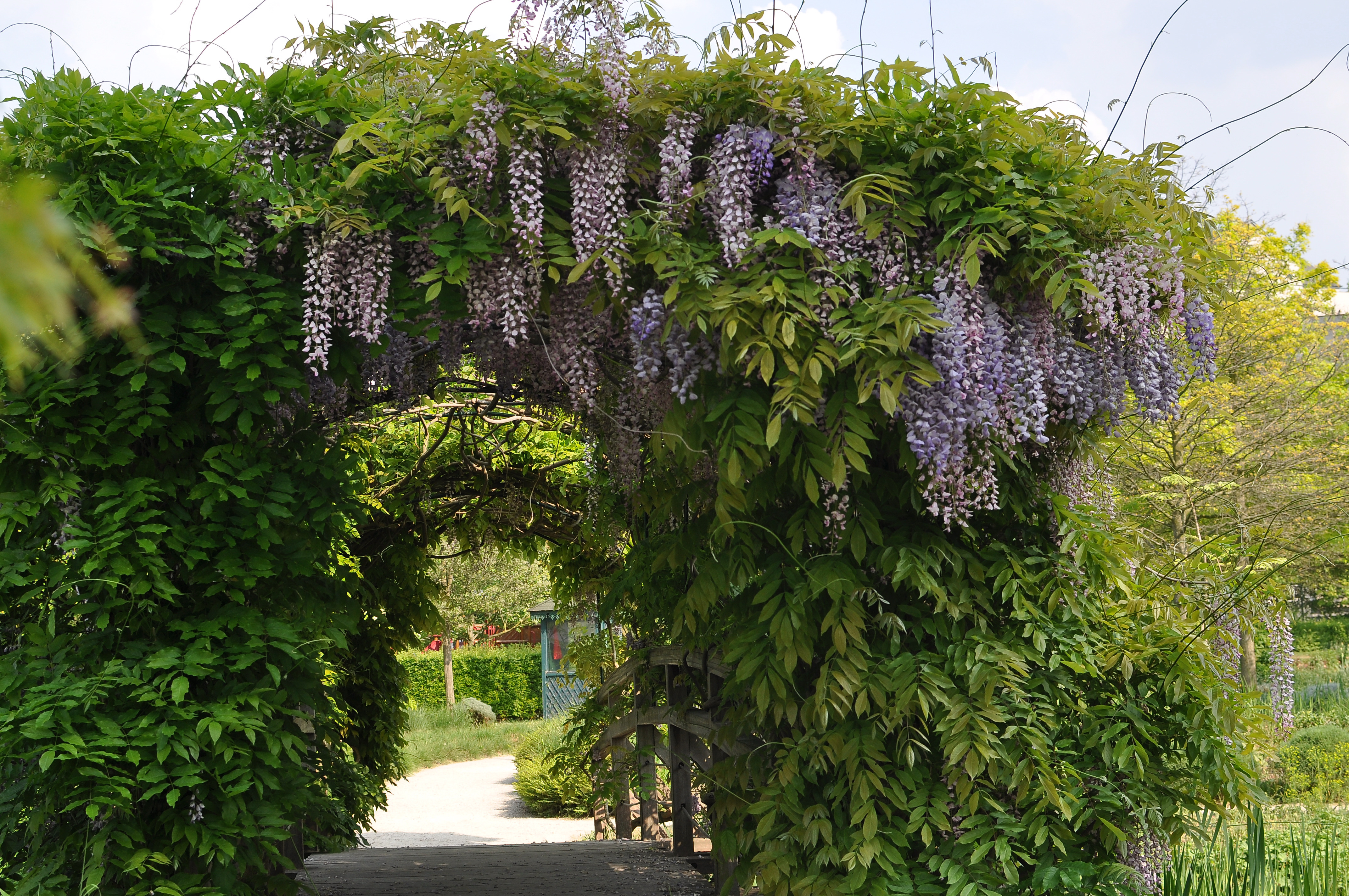
Le pont
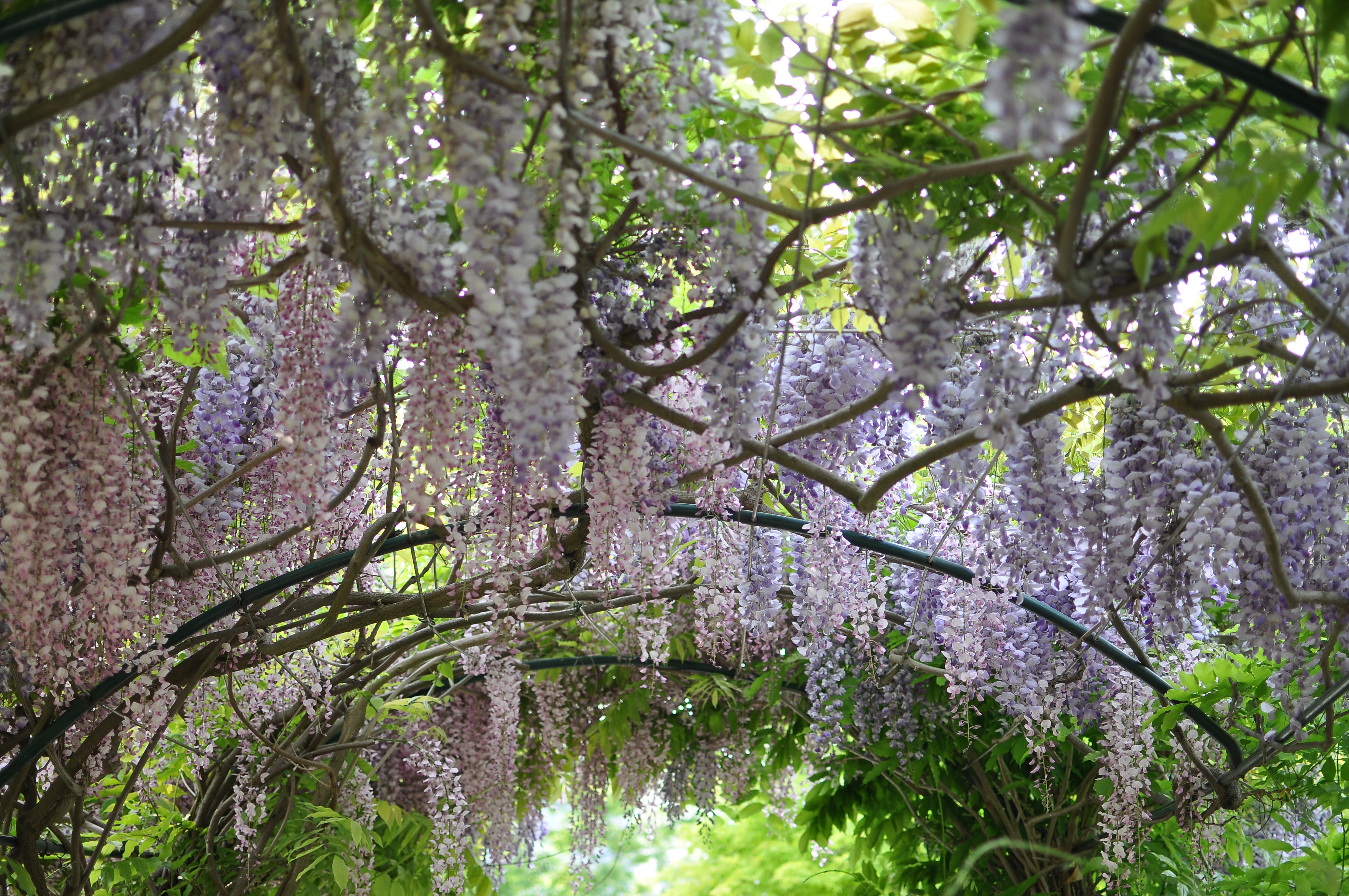
La glycine de Chine (Wisteria sinensis)
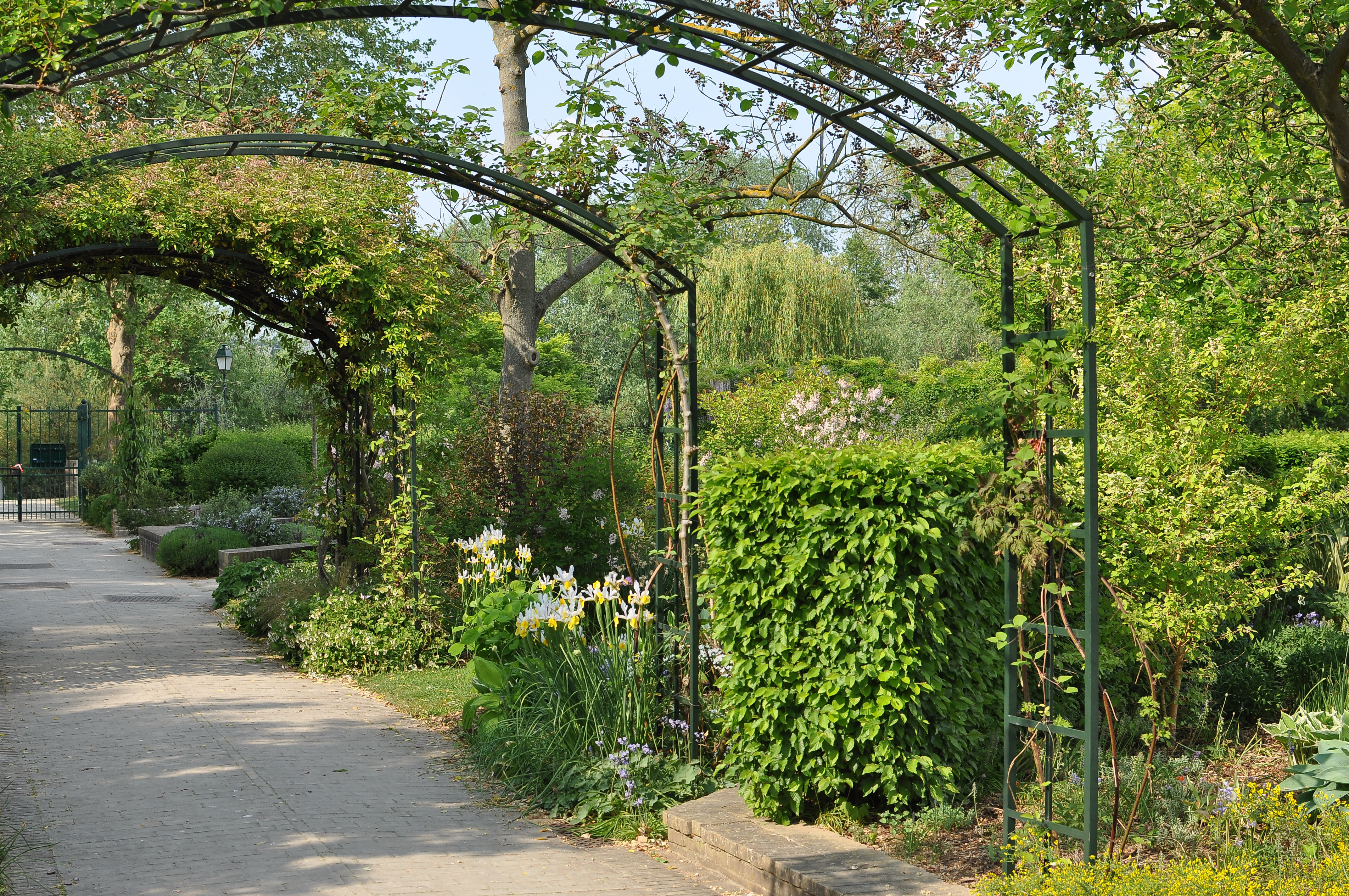
La roseraie au printemps
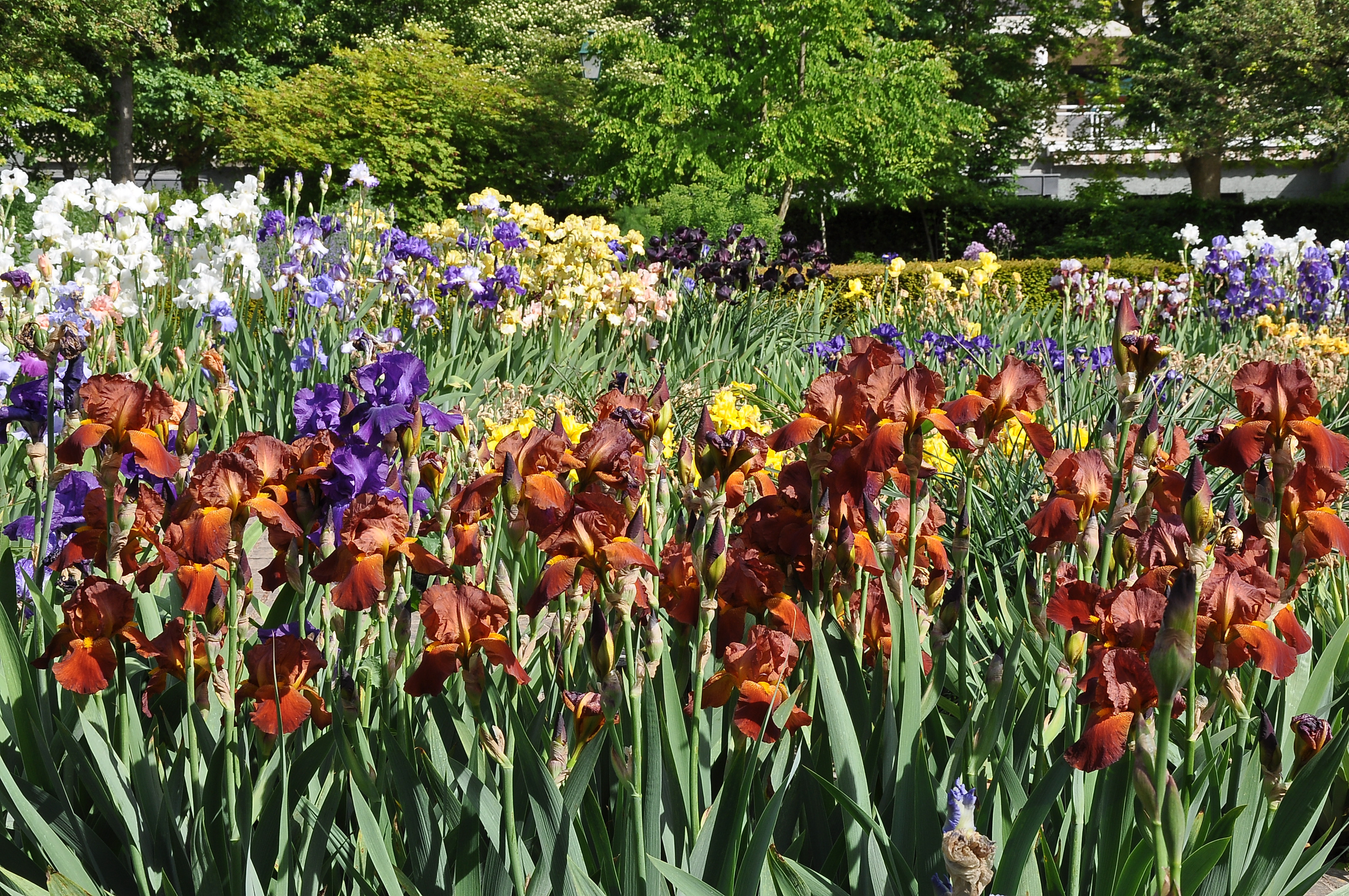
La collection des iris

L'été
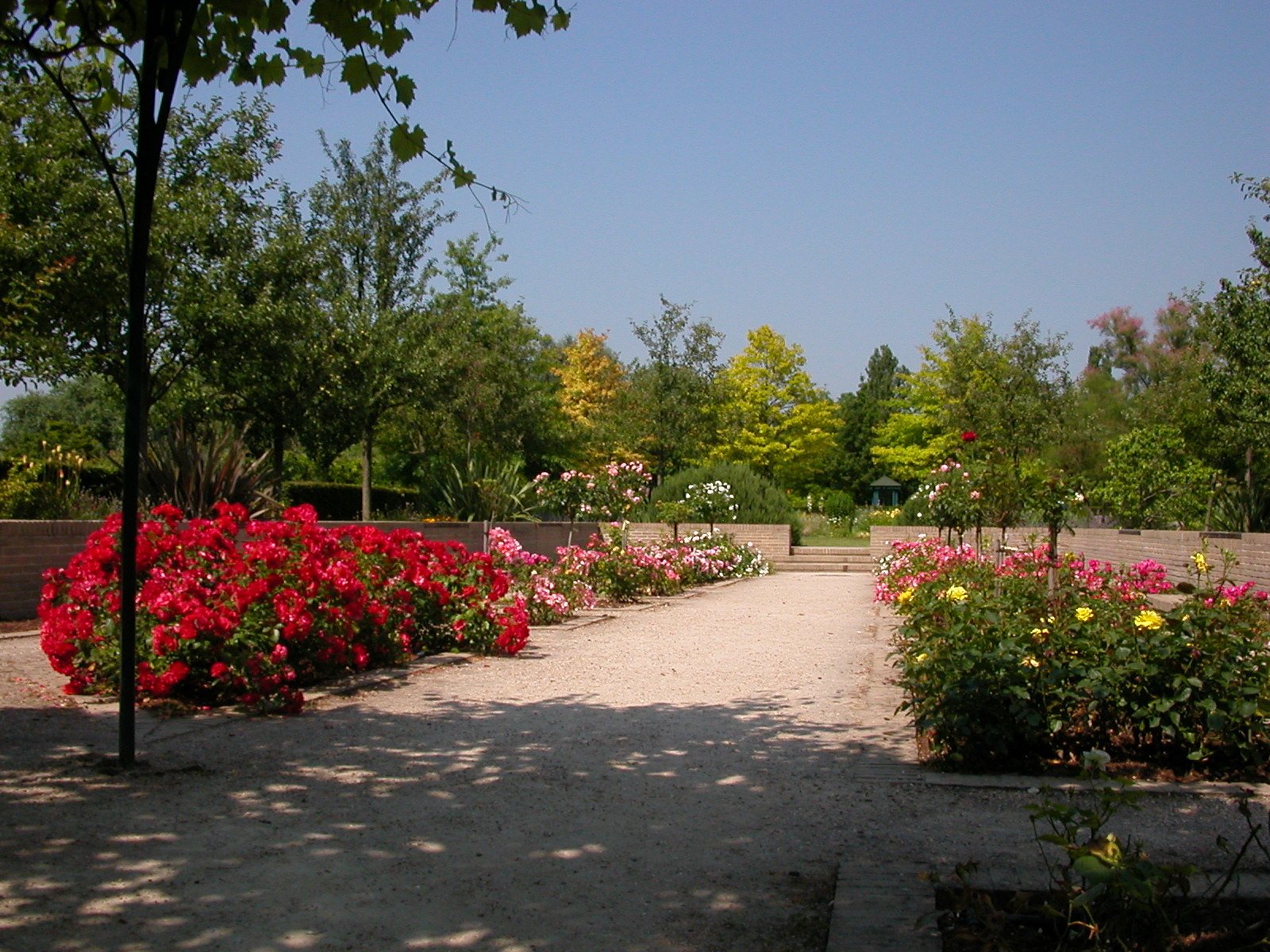
La roseraie en été
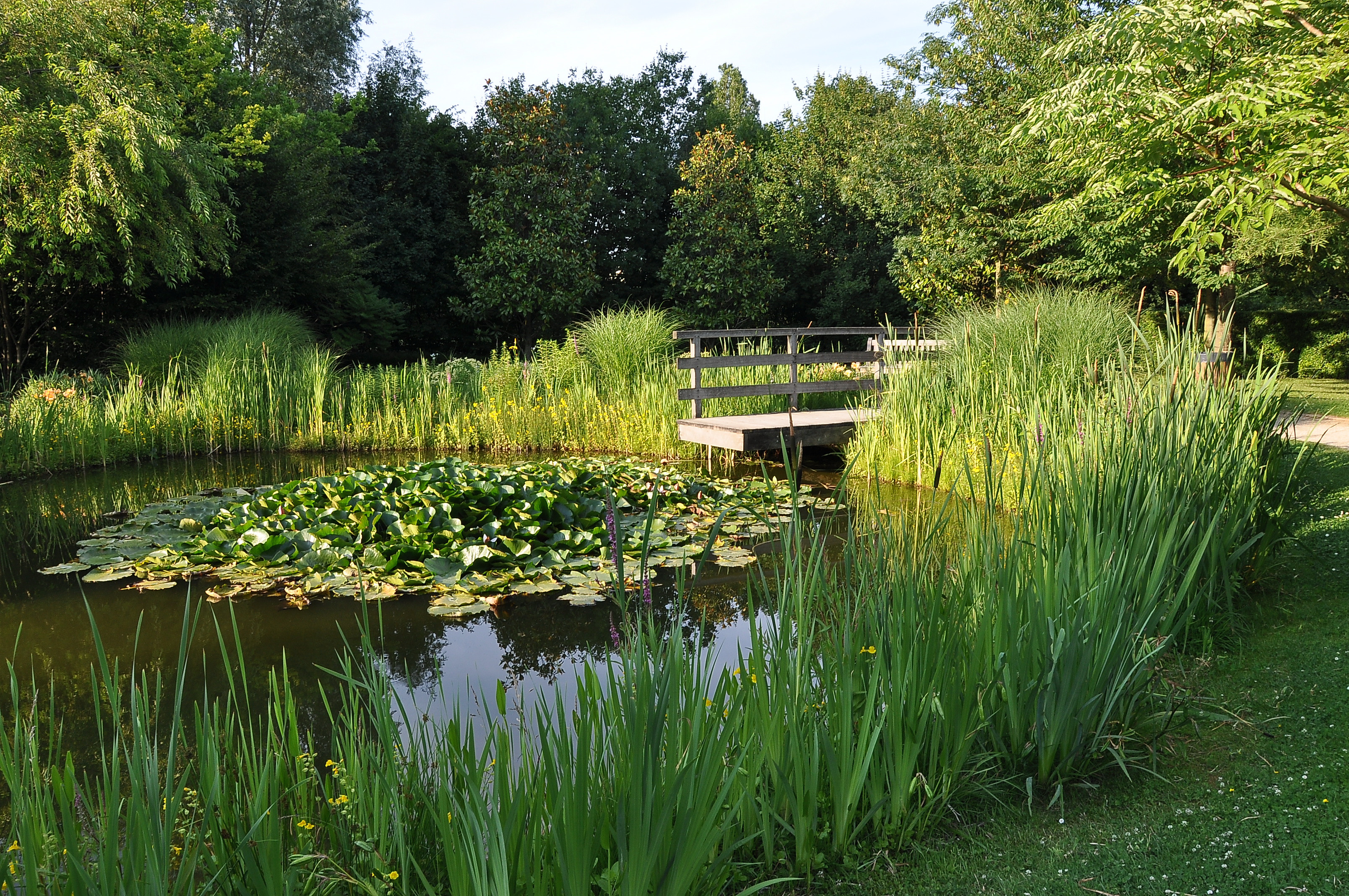
La pièce d'eau
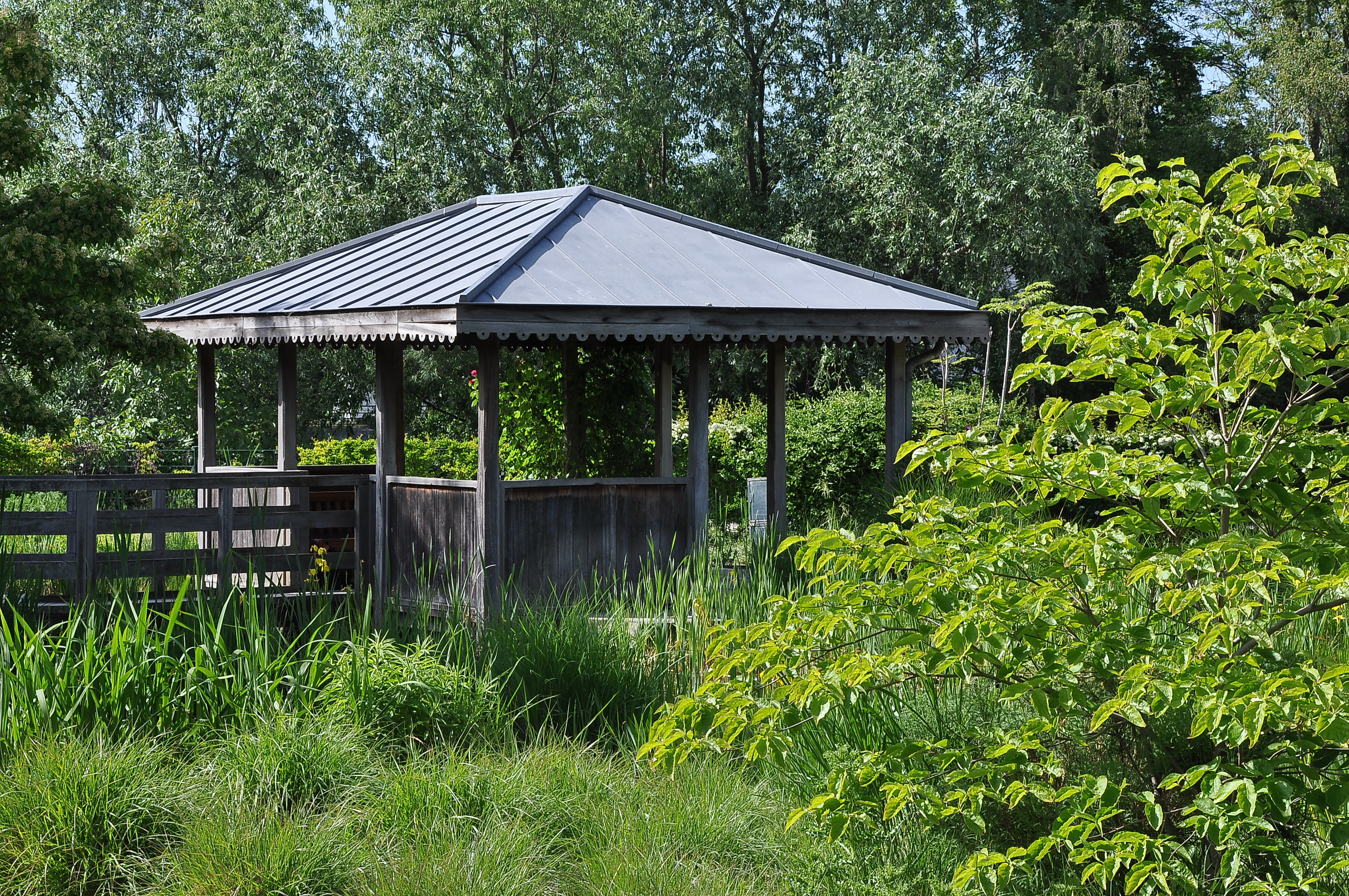
Le kiosque
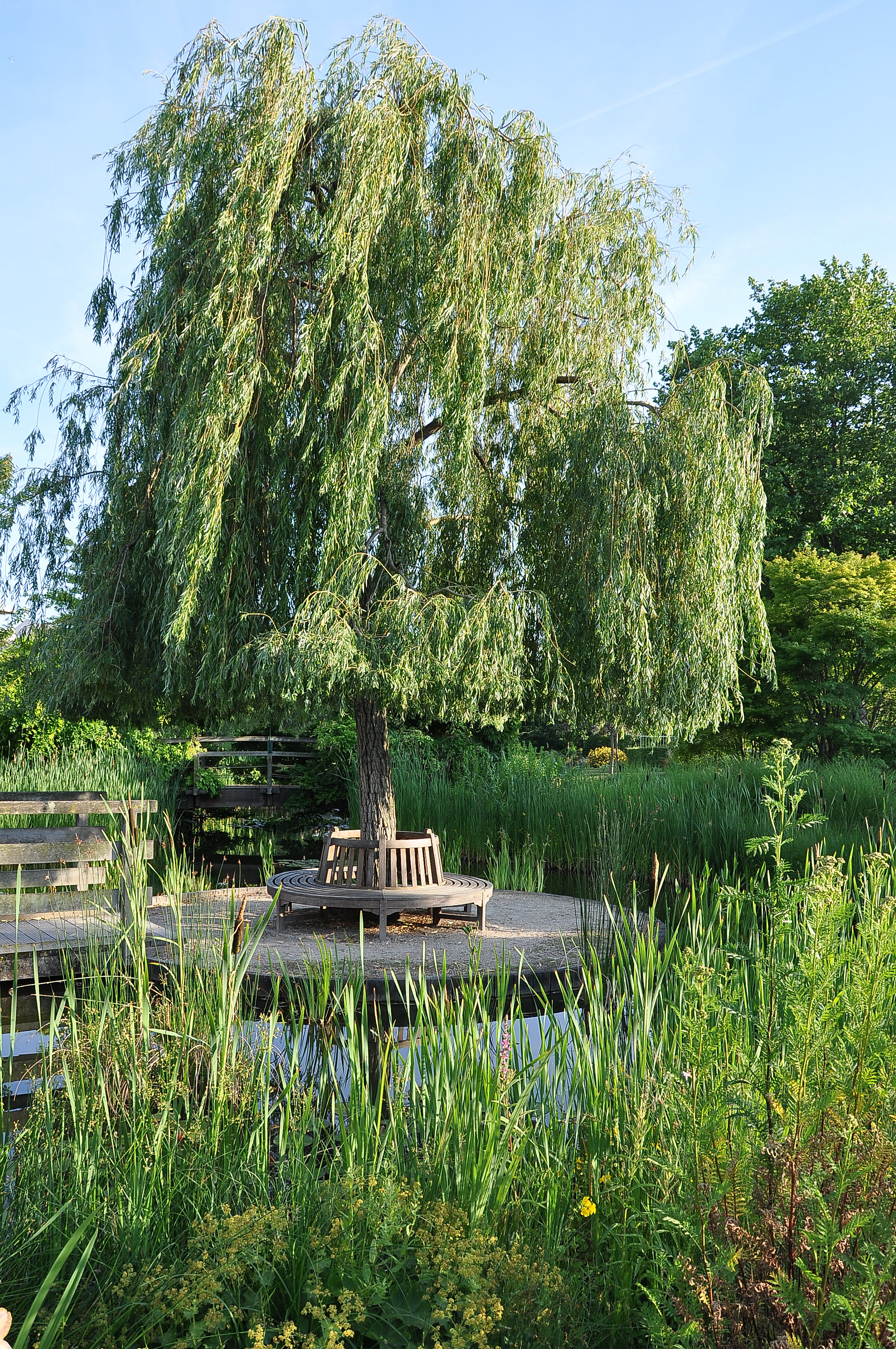
Le saule pleureur (Salix babylonica) au milieu de l'étang
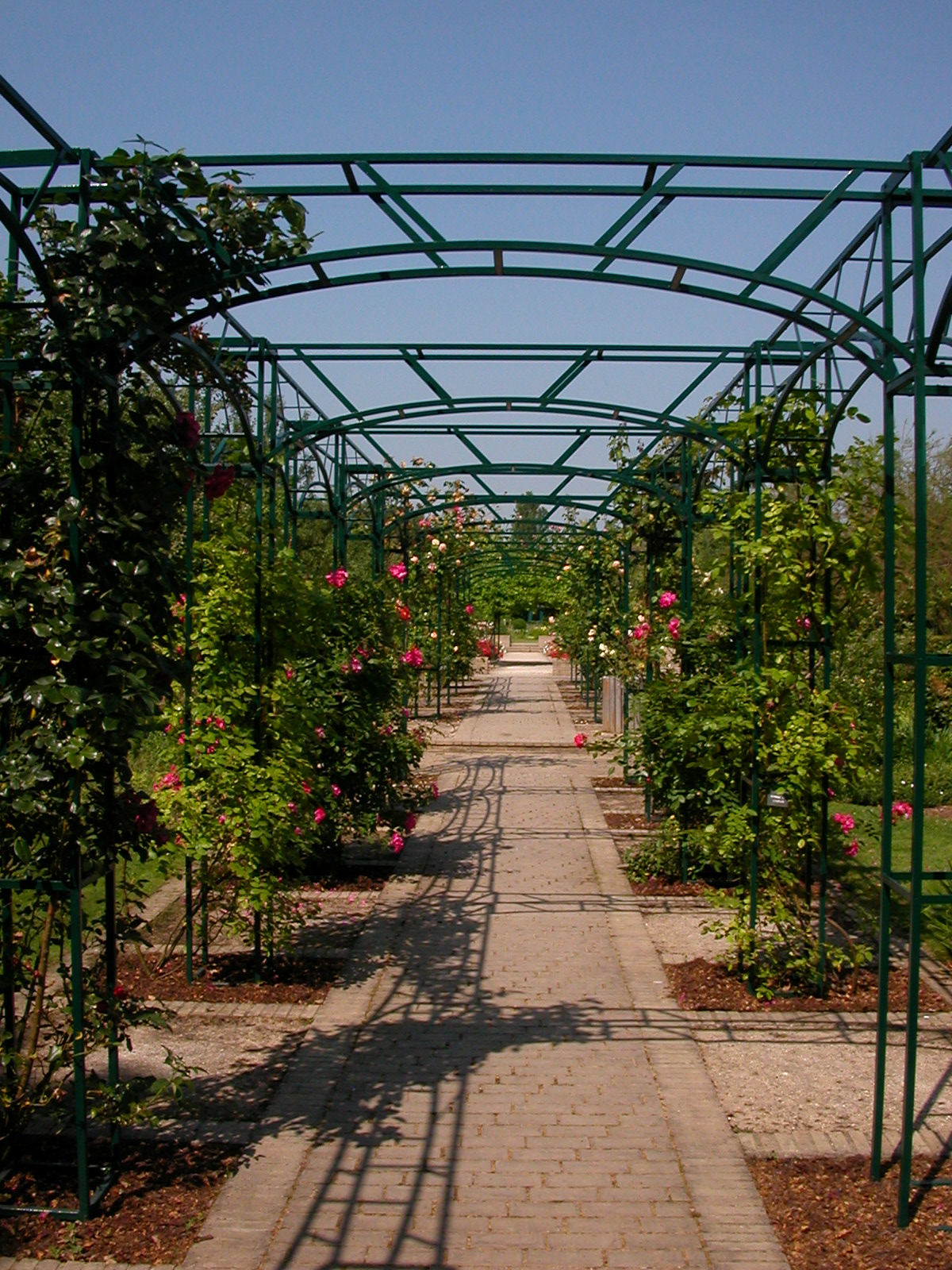
La roseraie en 2008

L'automne
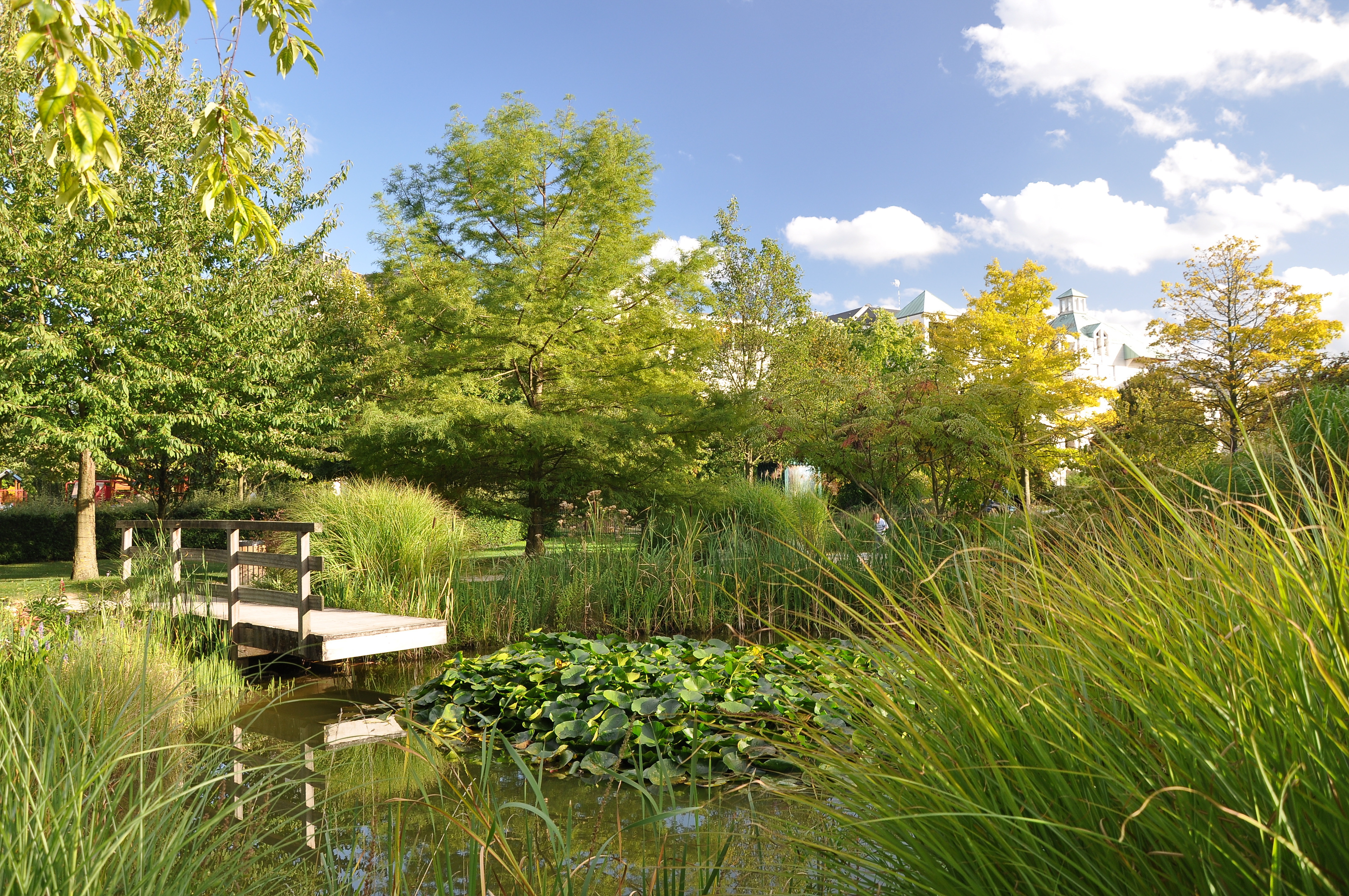
La pièce d'eau à l'automne
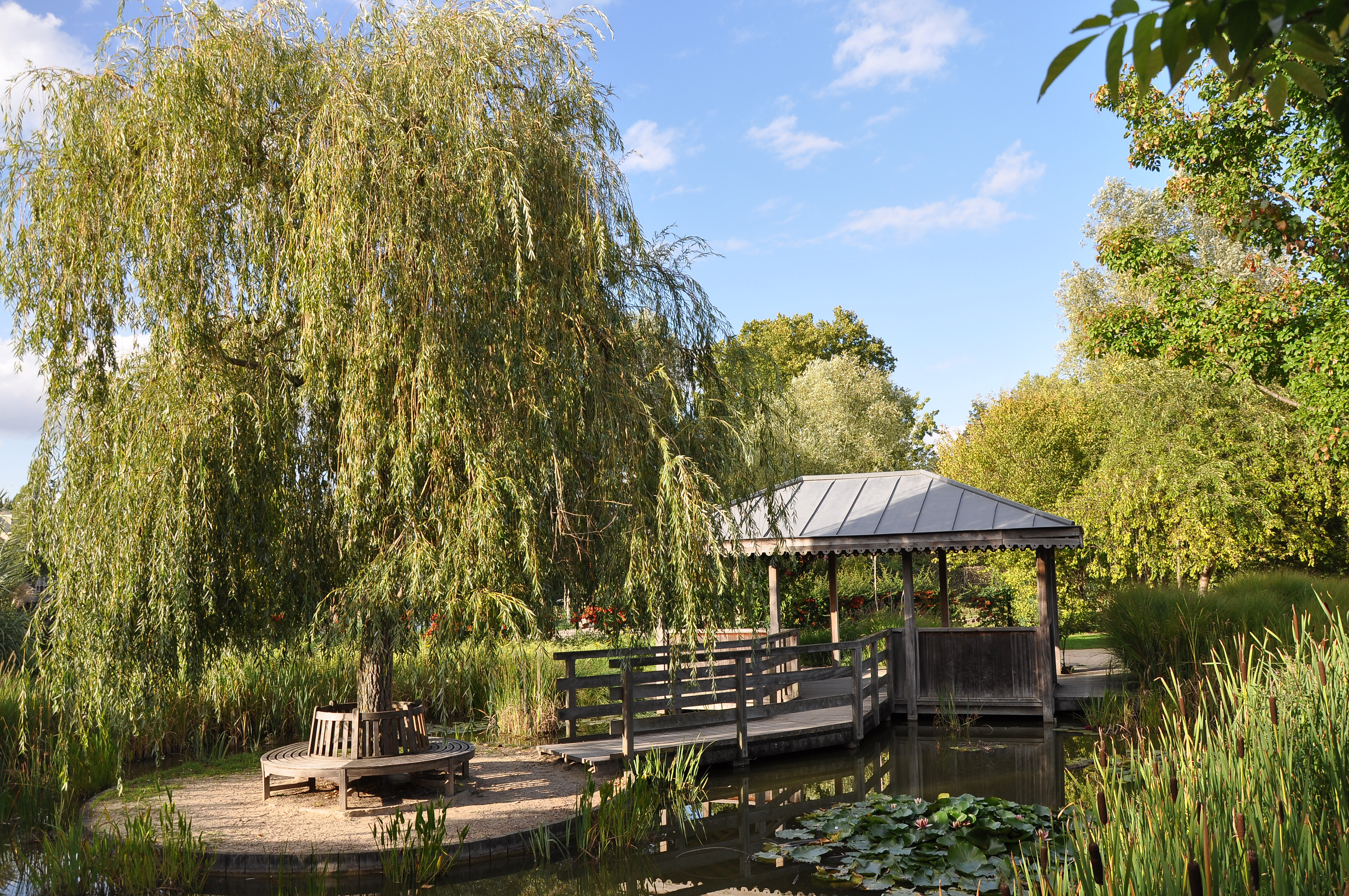
Le kiosque avec la grenouillère
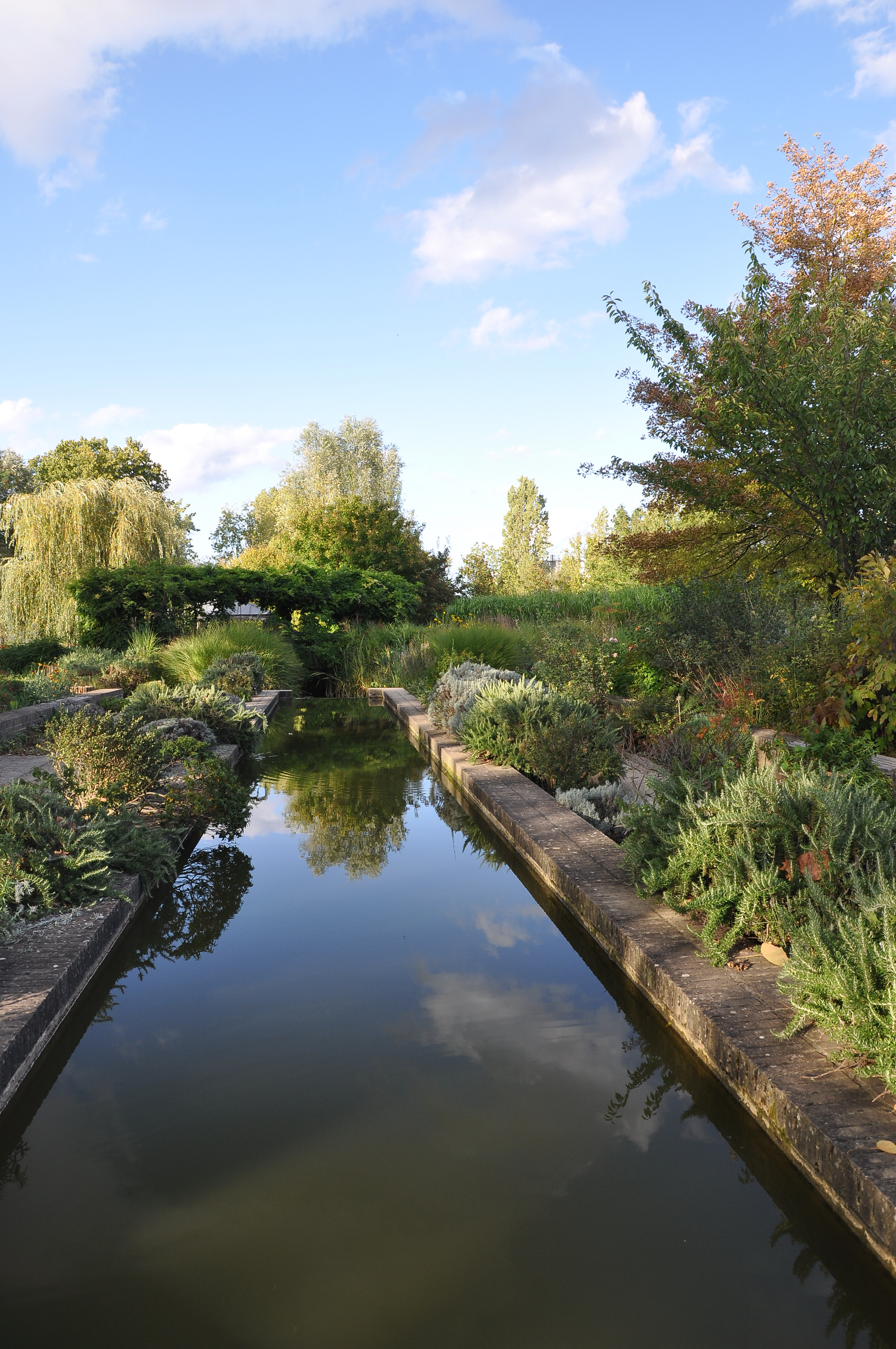
Le petit bassin
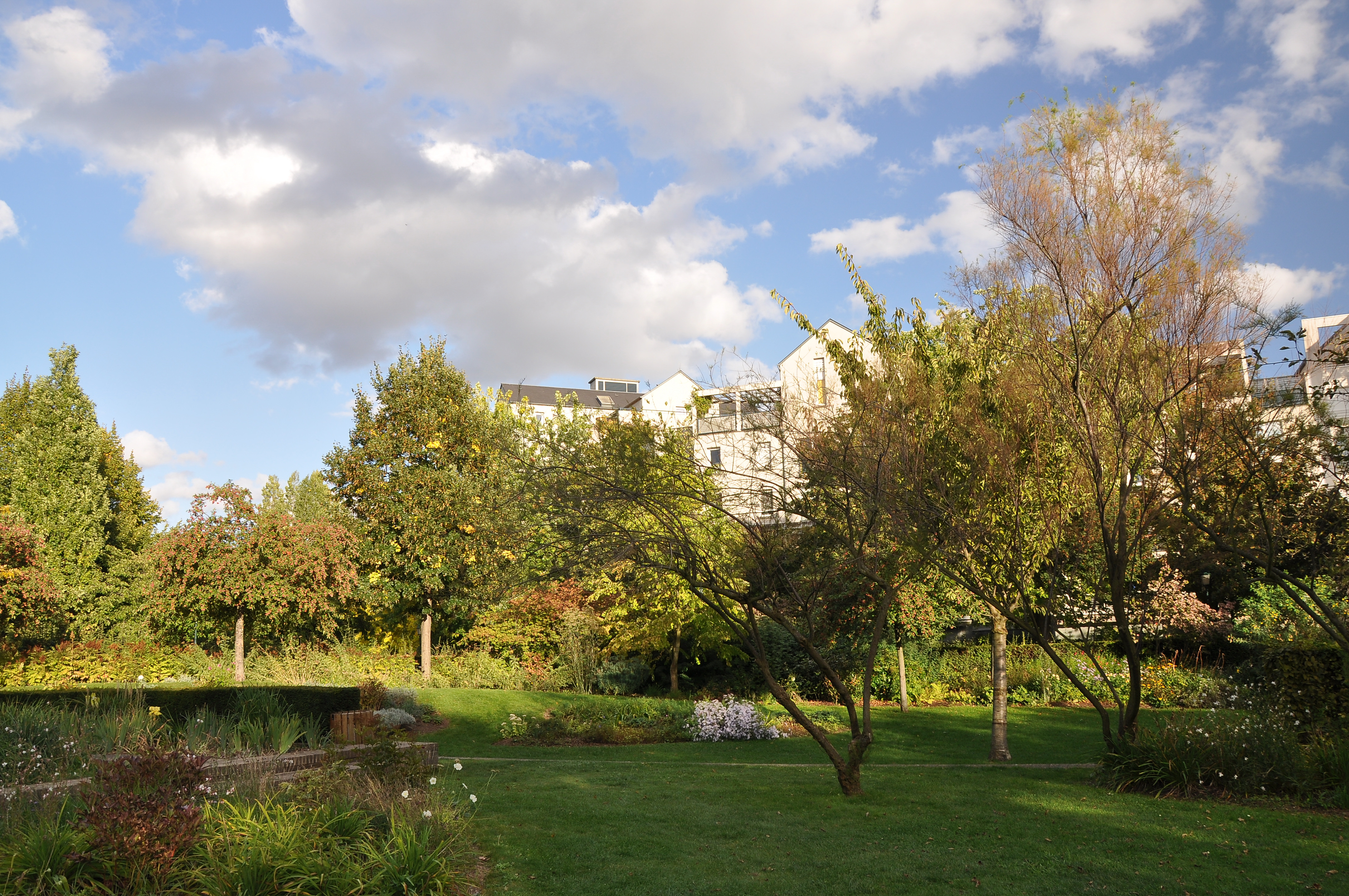
Le paysage avec Rueil-sur-Seine

L'hiver
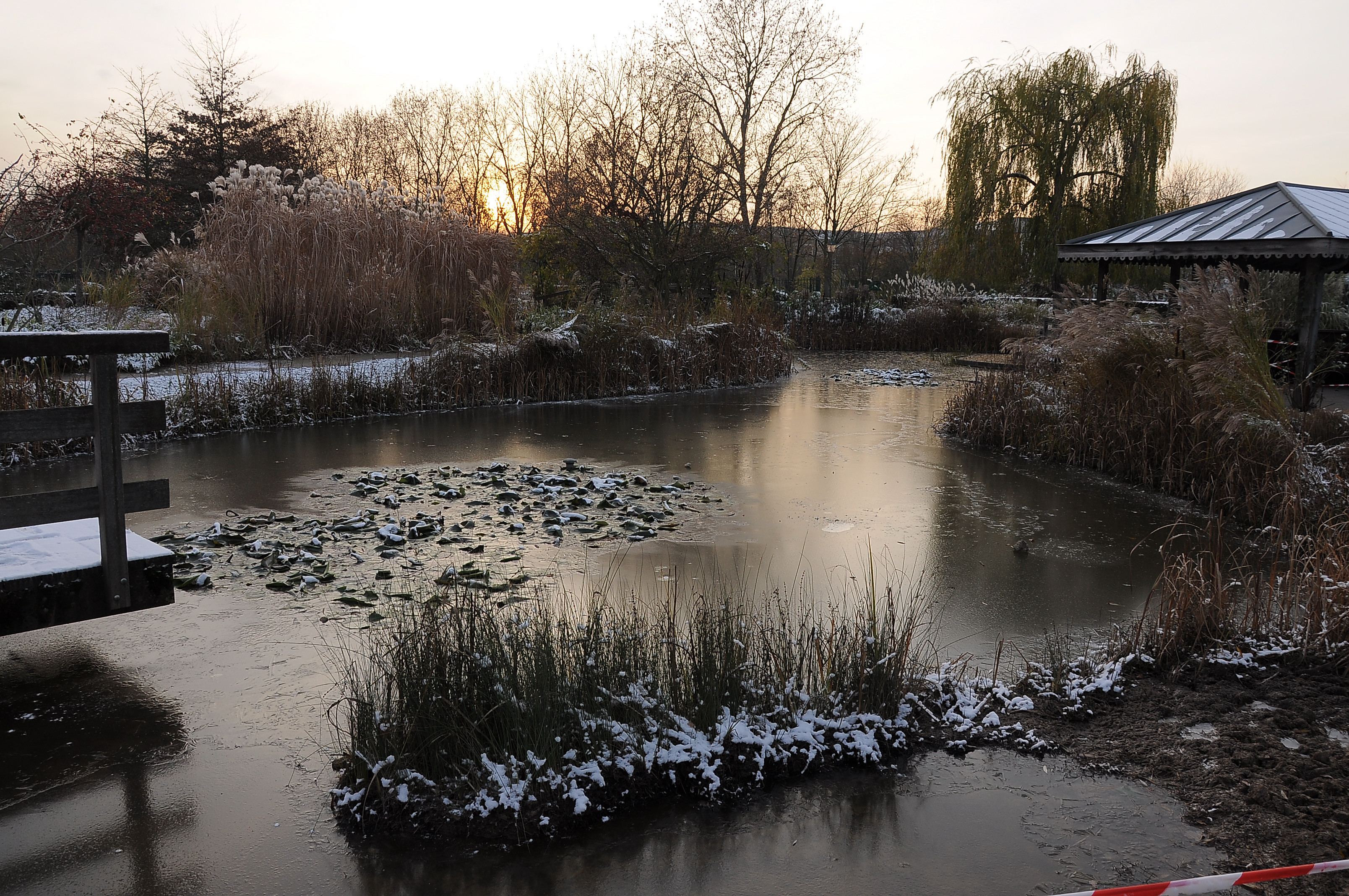
La pièce d'eau en hiver
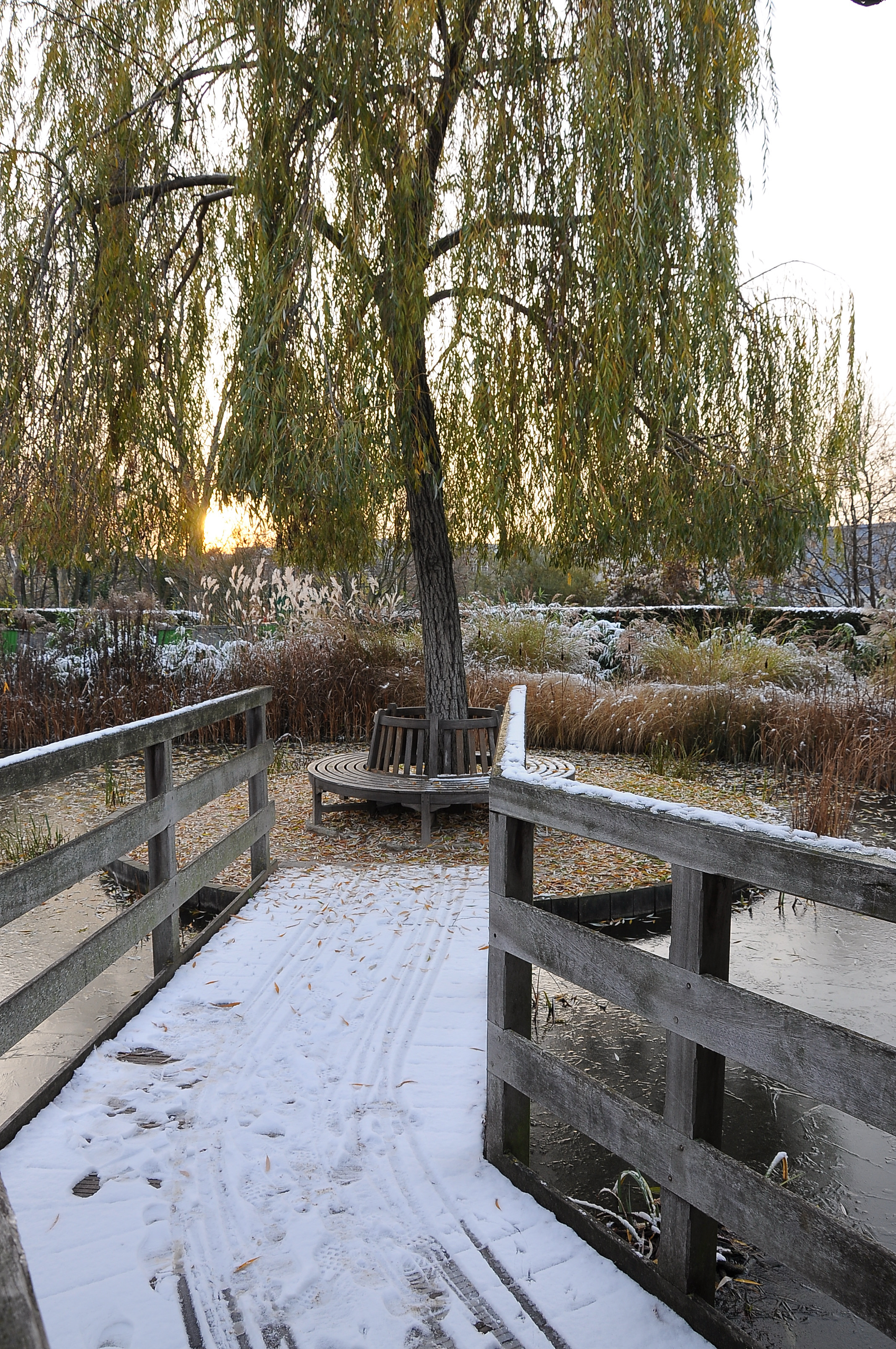
Le saule pleureur avec la grenouillère sous la neige
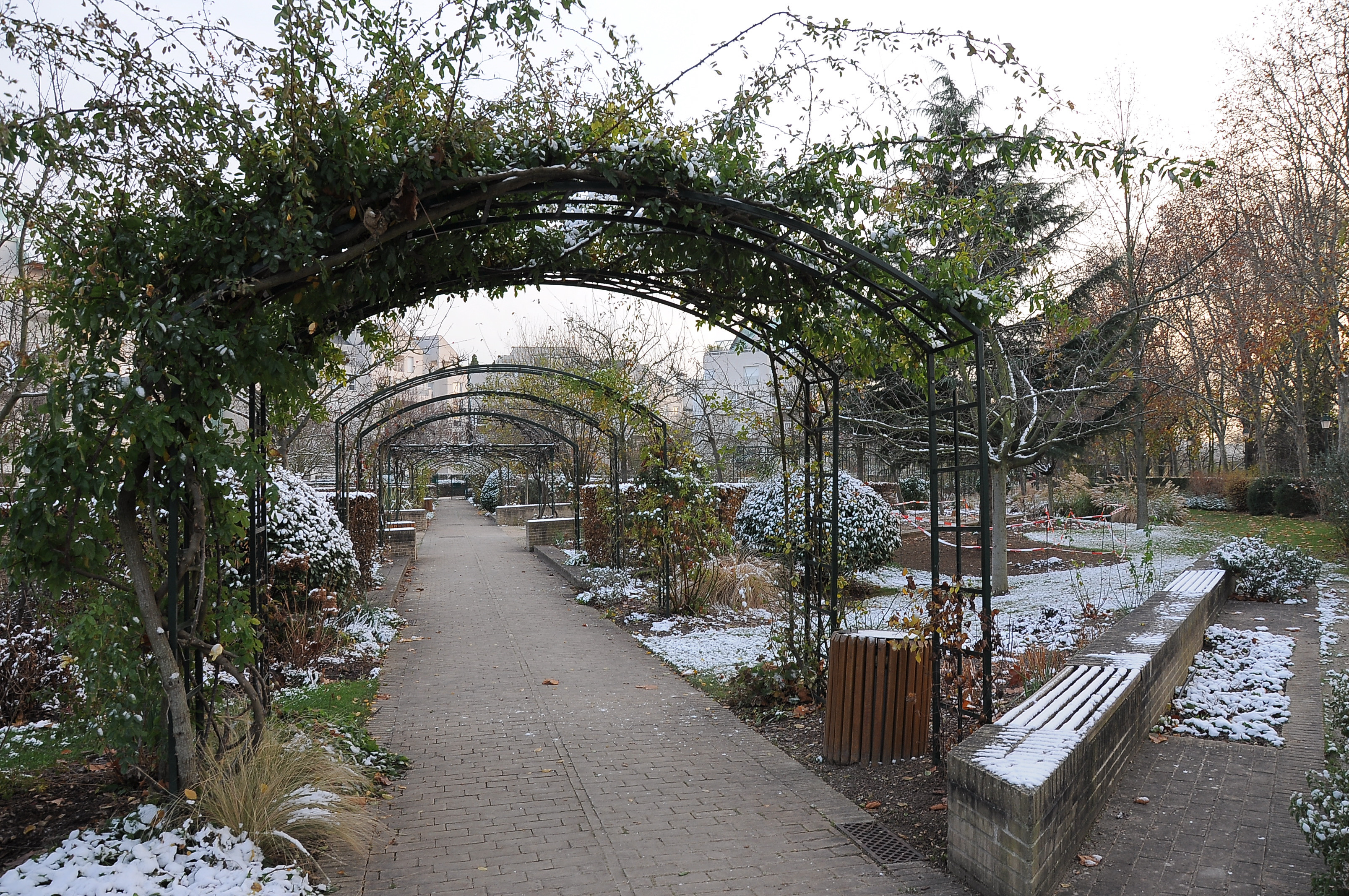
La roseraie en hiver
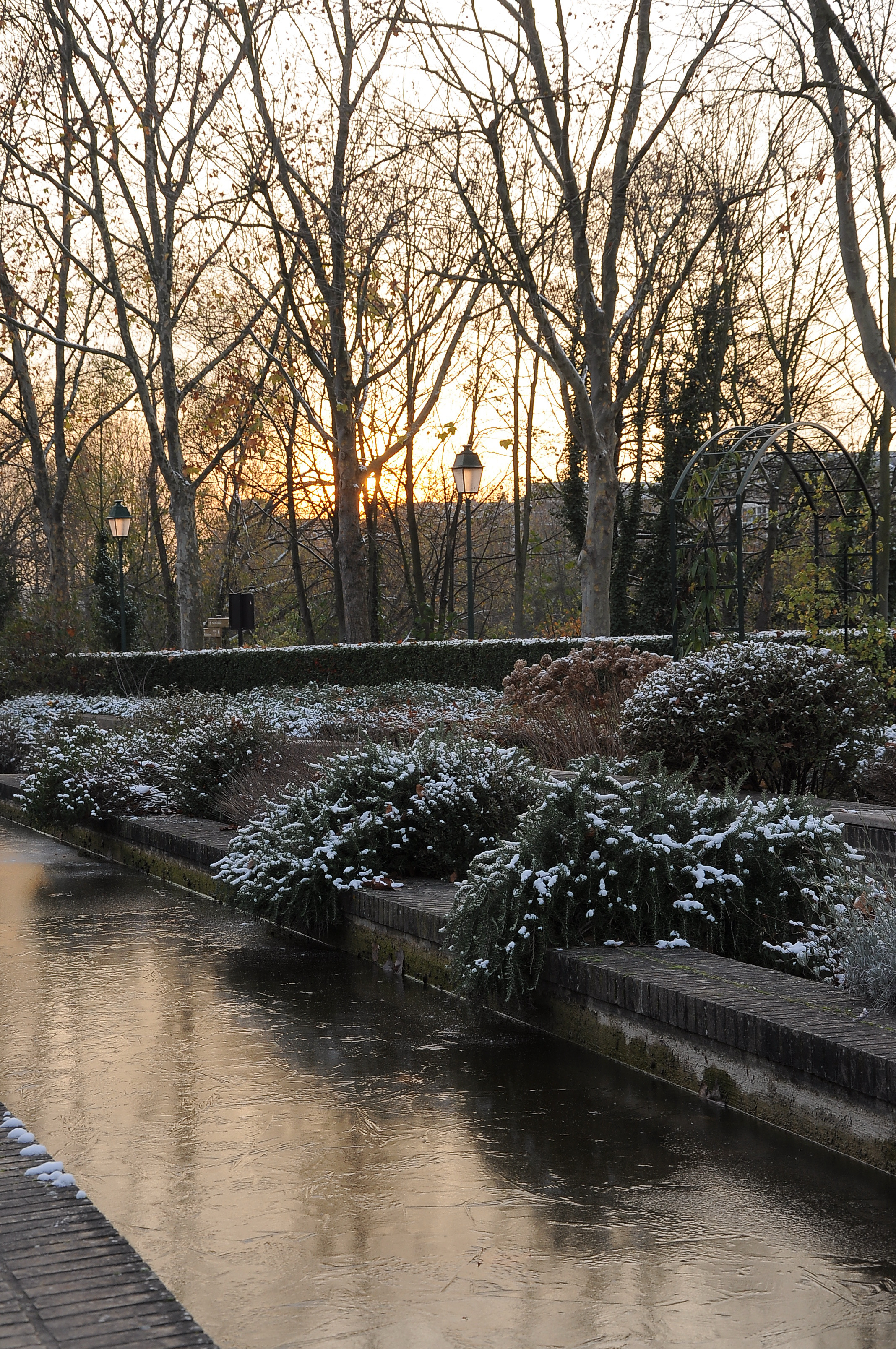
Le petit bassin

## Pour approfondir